# Bisbat de Las Vegas
El bisbat de Las Vegas (anglès: Diocese of Las Vegas, llatí: Dioecesis Campensis) és una seu de l'Església Catòlica als Estats Units, sufragània de l'arxidiòcesi de San Francisco, que pertant a la regió eclesiàstica XI (CA, HI, NV). Al 2013 tenia 732.000 batejats sobre una població de 1.984.000 habitants. Actualment està regida pel bisbe Joseph Anthony Pepe.

## Territori
La diòcesi comprèn la part meridional de l'estat de Nevada, i comprèn els comtats de Clark, Esmeralda, Lincoln, Nye, White Pine.
La seu episcopal és la ciutat de Las Vegas, on es troba la catedral de l'Àngel custodi.
El territori s'estén sobre 103.189 km², i està dividit en 29 parròquies.

## Història
La diòcesi va ser erigida el 21 de març de 1995 mitjançant la butlla Cum ob amplum del Papa Joan Pau II, després de la divisió de la diòcesi de Reno-Las Vegas, que donà origen a la diòcesi de Reno.

## Cronologia episcopal
- Daniel Francis Walsh (21 de març de 1995 - 11 d'abril de 2000 nomenat bisbe de Santa Rosa in California)
- Joseph Anthony Pepe, des del 6 d'abril de 2001

## Estadístiques
A finals del 2013, la diòcesi tenia 732.000 batejats sobre una població de 1.984.000 persones, equivalent al 36,9% del total.
| any  | població | població  | població | sacerdots | sacerdots       | sacerdots       | sacerdots             | diaques | religiosos | religiosos | parròquies |
| ---- | -------- | --------- | -------- | --------- | --------------- | --------------- | --------------------- | ------- | ---------- | ---------- | ---------- |
| any  | batejats | total     | %        | total     | clergat secular | clergat regular | batejats por sacerdot | diaques | homes      | dones      |            |
| 1999 | 390.000  | 1.300.000 | 30,0     | 49        | 32              | 17              | 7.959                 | 7       | 5          | 42         | 24         |
| 2000 | 405.000  | 1.350.000 | 30,0     | 77        | 57              | 20              | 5.259                 | 10      | 24         | 28         | 24         |
| 2001 | 448.000  | 1.400.000 | 32,0     | 73        | 58              | 15              | 6.136                 | 8       | 18         | 25         | 23         |
| 2002 | 464.164  | 1.478.230 | 31,4     | 84        | 60              | 24              | 5.525                 | 8       | 28         | 25         | 23         |
| 2003 | 494.353  | 1.594.690 | 31,0     | 81        | 58              | 23              | 6.103                 | 6       | 27         | 22         | 24         |
| 2004 | 544.519  | 1.650.059 | 33,0     | 84        | 64              | 20              | 6.482                 | 8       | 24         | 25         | 25         |
| 2013 | 732.000  | 1.984.000 | 36,9     | 76        | 58              | 18              | 9.631                 | 33      | 21         | 16         | 29         |